# Jan Navrátil (fotbalista)
Jan Navrátil (* 13. duben 1990 Troubky) je český profesionální fotbalista, který hraje na pozici středního či krajního záložníka za český klub SK Sigma Olomouc. V roce 2022 odehrál také 2 utkání v dresu české reprezentace.

## Klubová kariéra
Navrátil je odchovancem Sigmy Olomouc. V lednu 2013 prodloužil se Sigmou smlouvu až do 30. června 2017. 3. března 2013 rozhodl zápas Olomouce s domácím Hradcem Králové, když svými trefami zařídil výhru 2:0. V prvém případě běžel ve 4. minutě sám na domácího brankáře Koubka, udělal mu kličku a skóroval do prázdné brány, ve druhém případě střílel v 52. minutě z hranice pokutového území a trefil se přesně do rohu brány.
16. dubna 2013 jedním gólem mírnil konečnou porážku 2:4 se Spartou Praha v odvetném zápase čtvrtfinále českého poháru 2012/13. Pražský klub po dvou shodných výsledcích 4:2 postoupil do semifinále na úkor Olomouce.
Sezona 2013/14 dopadla neslavně, se Sigmou zažil sestup do druhé české ligy. Po roce se Sigmou zažil návrat, avšak po sezóně 2015/16 opět pád do druhé české ligy.
V červenci 2016 přestoupil do FC Slovan Liberec. Za Liberec odehrál 10 ligových zápasů, branku nevstřelil.
V lednu 2017 přestoupil ze Slovanu Liberec do moravského klubu 1. FC Slovácko, podepsal smlouvu na tři a půl roku. První gól za Slovácko vstřelil 11. března 2017 v regionálním derby na hřišti FC Fastav Zlín (remíza 1:1).
V lednu 2022 se vrátil do Olomouce.